# Kamil Hrušecký
Kamil Hrušecký (* 11. ledna 1943) je bývalý český silniční motocyklový závodník.

## Závodní kariéra
Závodil především ve třídě do 125 cm³. Začínal na motocyklech ČZ, od roku 1971 jezdil na motocyklu Hykati, jehož byl spolu s Hynkem Pavlišem a bratrem Tiborem autorem. Největší úspěchy dosáhl na MZ, závodní kariéru končil na motocyklu Jawa VAB. Nejlepší výsledek v mistrovství republiky dosáhl v roce 1976, kdy celkově zvítězil a ze šesti závodů byl třikrát první, dvakrát druhý a jednou třetí. V následujících letech skončil dvakrát na celkovém třetím místě.

## Úspěchy
- Mistrovství Československa silničních motocyklů – celková klasifikace
  - 1967 do 175 cm³ – 6. místo – ČZ
  - 1968 do 125 cm³ – 12. místo – ČZ
  - 1968 do 250 cm³ – 29. místo – Jawa
  - 1969 do 125 cm³ – 18. místo – ČZ
  - 1971 do 125 cm³ – 22. místo – Hykati
  - 1972 do 125 cm³ – 7. místo – Hykati
  - 1973 do 125 cm³ – 7. místo – Hykati
  - 1974 do 125 cm³ – 11. místo – Hykati
  - 1975 do 125 cm³ – 6. místo – MZ
  - 1976 do 125 cm³ – 1. místo – MZ
  - 1977 do 125 cm³ – 3. místo – MZ
  - 1978 do 125 cm³ – 3. místo – Jawa VAB
  - 1979 do 125 cm³ – 7. místo – Jawa VAB
  - 1980 do 125 cm³ – 7. místo – Jawa VAB